# Josip Puntar
Josip (Jože) Puntar, slovenski literarni zgodovinar, prešernoslovec, publicist, bibliotekar ter kulturni in politični zgodovinar, * 19. marec 1884, Unec, † 24. julij 1937, Ljubljana. 

## Življenje in delo
Gimnazijo je obiskoval v Ljubljani in jo zaključil leta 1904. Na Dunaju in v Gradcu je študiral klasično filologijo, doktoriral je leta 1918. Od leta 1913 do 1920 je poučeval na gimnazijah v Gorici in Ljubljani. Nato se je leta 1920 zaposlil v ljubljanski Državni študijski knjižnici (predhodnici NUK-a).
Pod vplivom Janeza E. Kreka je objavljal kulturnopolitične članke katoliške usmeritve, delal je v katoliških dijaških, prosvetnih in delavskih društvih ter pisal razprave o dijaških in ljudskoprosvetnih vprašanjih. Kot politični publicist je sodeloval pri Slovencu in Jugoslovanu, predvsem na temo majniške deklaracije in slovenske kulturne samobitnosti. Na to temo je napisal članek Dokumenti za slovensko politično miselnost po vojni 1866. V literarni teoriji je bil privrženec Avgusta Žigona in njegovega nauka o arhitektoniki v poeziji. Od 1910 je v Domu in svetu, Času in Slovencu objavil več razprav, v katerih je obravnaval kompozicijska, oblikovna in duhovna vprašanja Prešernove poezije ter njihovo utemeljitev v antični in romantični poetiki in estetiki. V svojem glavnem delu (Zlate črke na posodi gazel ali problem apolinične lepote v Prešernovi umetnosti) je poskušal zajeti zvezo antike in romantike ter pojasniti arhitektonska vprašanja. Delo je doživelo veliko zanimanja in tudi ugovore. V dvajsetih letih je začel obravnavati še Danteja in njegovo umetnost ter razglabljal o prvinah in vplivih le-te v Prešernovi pesniški vsebini. Prav tako je svoje poglede zagovarjal v polemikah z nasprotniki.
Njegovo delo je razširilo slovensko primerjalno in umetnostno obzorje, pomagalo razložiti in oceniti Prešernovo umetnost in pripomoglo k snovanju slovenske poetike. Pisal je tudi spominske črtice o Ivanu Cankarju, s katerim je pred smrtjo stanoval.

## Izbrana bibliografija
- Na poti do vseučilišča. Dom in svet. Letnik 22, št. 6 (1909), str. 319–325; št. 8, str. 350–356.[mrtva povezava]
- Kaj je z arhitektoniko v Prešernu? Dom in svet. Letnik 23, št. 9 (1910), str. 405–407; št. 10, str. 452–453.[mrtva povezava] (COBISS)
- Zajčev učenec - komponist opere Krst pri Savici. Dom in svet. Letnik 25, št. 3 (1912), str. 116–117. Arhivirano 2016-03-14 na Wayback Machine.
- "Zlate črke" na posodi Gazel ali problem apolinične lepote v Prešernovi umetnosti: slovstvena študija v svitu romantike in antike. Ljubljana: samozaložba J. Puntar, 1912. (COBISS)
- Sonitus de formulario. Ljubljana: Jugoslovanska tiskarna, 1919. (COBISS)
- Ivan Cankar. Dom in svet. Letnik 33, št. 1/2 (1920), str. 33–38.[mrtva povezava]
- Gazele; Zlate črke: drugi del. Dom in svet. Letnik 34, št. 1–3 (1921), str. 45–54; št. 7–9, str. 158–163; št. 10–12, str. 207–212. Arhivirano 2016-03-16 na Wayback Machine. (COBISS)
- Dante in problem Prešernove "Nove pisarije". Dante. Ljubljana: Kleinmayr - Bamberg, 1921, str. [93]–260. (COBISS)
- Čop–poet. Dom in svet. Letnik 36, št. 9–10 (1923), str. 296–298.[mrtva povezava]
- Literarna umetnina. Dom in svet. Letnik 37, št. 1 (1924), str. 22–28. Arhivirano 2016-03-15 na Wayback Machine.
- Majniška deklaracija v svitu slovanskih političnih idej in zgodovinskih dejstev. V Ljubljani: "Slovenija", 1927. (COBISS)
- Pripombe k naši literarni vedi. Dom in svet. Letnik 41, št. 5 (1928), str. 154–157.[mrtva povezava] (COBISS).
- Dokumenti za slovensko politično miselnost po vojni 1866. Slovenec, 1935, nedeljske številke.